# 290 г. пр.н.е.
290 (двеста и деветдесета) година преди новата ера (пр.н.е.) е година от доюлианския (Помпилийски) римски календар.

## Събития

### В Гърция
- Цар Пир губи остров Коркира за сметка на царя на Македония Деметрий I Полиоркет.[1]

### В Римската република
- Консули са Публий Корнелий Руфин и Маний Курий Дентат.
- Самнитите са победени и подчинени, приключва Третата самнитска война.[2] Рим се утвърждава като доминантната сила в Централна Италия.
- Сабините и претутите (Praetuttii) са победени и приобщени като граждани без право на глас (cives sine suffragio).[2]